# Eupelmus saharensis
Eupelmus saharensis är en stekelart som beskrevs av Kalina 1988. Eupelmus saharensis ingår i släktet Eupelmus och familjen hoppglanssteklar.
Artens utbredningsområde är Algeriet. Inga underarter finns listade i Catalogue of Life.